# Bentley 3 Litre
Bentley 3 Litre – sportowy samochód osobowy produkowany przez brytyjską firmę Bentley w latach 1921–1929. Napędzany był przez czterocylindrowy silnik rzędowy o pojemności trzech litrów. Moc przenoszona była na oś tylną poprzez 4-biegową manualną skrzynię biegów. Został zastąpiony przez model 4½ Litre. Przez osiem lat produkcji wytworzone zostały 1622 egzemplarze modelu.

## Dane techniczne

### Silnik
- R4 3,0 l (2996 cm³), 4 zawory na cylinder, OHC[1]
- Układ zasilania: dwa gaźniki
- Średnica × skok tłoka: 80,00 mm × 149,00 mm
- Stopień sprężania: 4,3:1
- Moc maksymalna: 80 KM (59 kW) przy 3500 obr./min[1]

### Osiągi
- Prędkość maksymalna: 129 km/h[1]

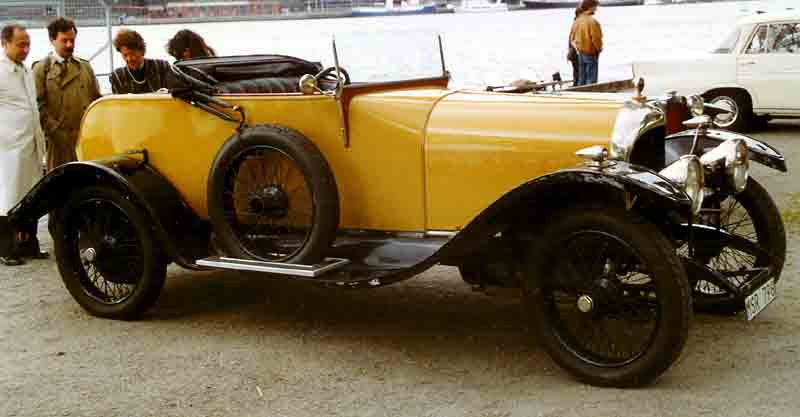
Bentley 3-Litre Drophead Coupé 1921
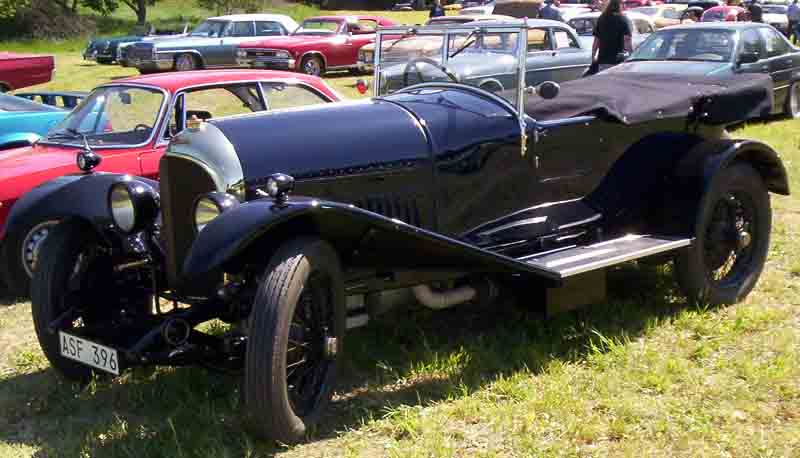
Bentley 3-Litre Tourer 1924
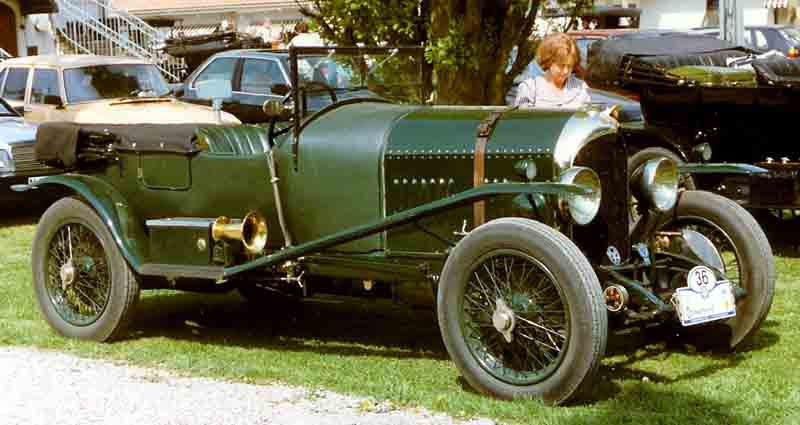
Bentley 3-Litre Speed Model 4-Seater Tourer 1925
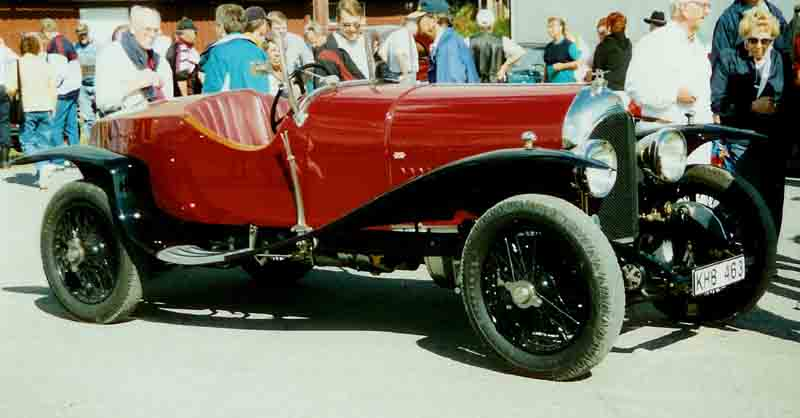
Bentley 3-Litre Boattail 1927